# Annan Castle
Annan Castle ist eine abgegangene Burg in Annan an den Ufern des gleichnamigen Flusses im schottischen Council Area Dumfries and Galloway. Die Anlage ist als Scheduled Monument denkmalgeschützt.
Annan Castle war eine Motte, die 1124 im Besitz von Robert de Brus, Lord of Annandale war. Mitte des 12. Jahrhunderts änderte sich durch eine Flut der Lauf des Flusses, sodass der Burghügel teilweise abgetragen wurde. Daraufhin wurde die Burg als Sitz der Familie aufgegeben, stattdessen wurde Lochmaben Castle Sitz der Lords of Annandale.